# Société des Bollandistes
 (mars 2023).
La Société des Bollandistes est une société savante belge fondée au XVIIe siècle par les Jésuites belges et dont la responsabilité fut confiée au Jésuite Jean Bolland. Le but premier de cette œuvre fut l'étude critique de la vie et du culte des saints. La Société des Bollandistes est la plus ancienne société savante toujours en activité en Belgique, et cela depuis sa création.

## Historique
Fondée à Anvers au temps des Pays-Bas espagnols, et établie à la maison professe d'Anvers (place Henri-Conscience), c'est en 1607 que Jean Bolland, aidé de Godefroid Henschen, reçut la mission de continuer, élargir et développer les travaux précurseurs de leur confrère Héribert Rosweyde. En 1643 paraissaient les deux premiers tomes de la collection des Acta Sanctorum dont le but était d'éditer, en suivant l'ordre du calendrier liturgique, les Vies écrites des saints. Devant l'énormité de la tâche, Bolland et Henschen reçurent l'aide d'une troisième confrère Daniel van Papenbroeck en 1659.
Dès le XVIIe siècle, le travail des Bollandistes fut grandement estimé et reçut assez rapidement l'appui des papes. Il engendra aussi diverses controverses, notamment avec l'ordre des Carmes qui plaidait pour une filiation directe de leur ordre par le prophète Élie, jusqu'à ce que le pape Innocent XII publie le 8 mars 1698 un décret, renforcé par un bref du 20 novembre 1698, imposant aux protagonistes de cesser les débats. Les Jésuites durent user de toute leur influence pour éviter que certains des ouvrages ne soient mis à l'index.
En sommeil par suite de la suppression de la Compagnie de Jésus en 1773, la Société des Bollandistes fut reconstituée à Bruxelles en 1837, après l'indépendance belge.
En 1876, l'arrivée de Charles De Smedt s'accompagne d'une réforme en profondeur. On commence à avoir recours aux sciences historiques et philologiques. Par ailleurs, en 1882, la société publie une revue, les Analecta Bollandiana, 142 numéros parus à ce jour (2024), et deux collections, les Subsidia Hagiographica et le Tabularium Hagiographicum.
En 1905 la société déménage. Elle est désormais localisée dans un bâtiment attenant au collège jésuite Saint-Michel de Bruxelles. Les Jésuites Hippolyte Delehaye, Paul Peeters et Paul Grosjean sont alors les principales figures de la société.
La société existe encore à ce jour. Elle conserve son siège sur le site du collège Saint-Michel, à Etterbeek (Bruxelles).

## Réception
Au-delà des aspects religieux, la richesse de la bibliothèque des Bollandistes, qui contient plus de 500 000 livres, manuscrits, imprimés et gravures, sur cinq étages, en fait une source de recherches historiques précieuse.
La société a fêté en 2007 le quatrième centenaire de la publication des Fasti sanctorum, du Jésuite Héribert Rosweyde, une liste de 1 300 vies de saints, qui constitue l'assise intellectuelle de ses travaux.
En 2018, la collection compte 67 volumes, rédigés en latin et près de 58 000 pages.

## Bollandistes connus
- Héribert Rosweyde (1569-1629)
- Jean Bolland (1596-1665)
- Godfried Henschen (1601-1681)
- Daniel van Papenbroeck (1628-1714)
- Constantin Suysken (1714-1771)
- Charles De Smedt (1833-1911)
- Joseph Van den Gheyn (1854-1913)
- Hippolyte Delehaye (1859-1941)
- Paul Peeters (1870-1950)
- Michel van Esbroeck (1934-2003)

### Présidents
| Nom                  | Début | Fin  | Durée |
| -------------------- | ----- | ---- | ----- |
| Baudouin de Gaiffier | 1972  | 1984 | 12    |
| Robert Godding       | 1998  |      |       |